# Старое королевство (Румыния)

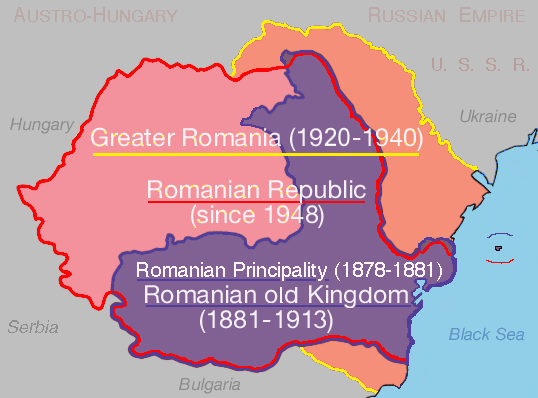
Изменение границ Румынии после 1881 года. Старое королевство показано фиолетовым.

Румынский герб (1881—1921)

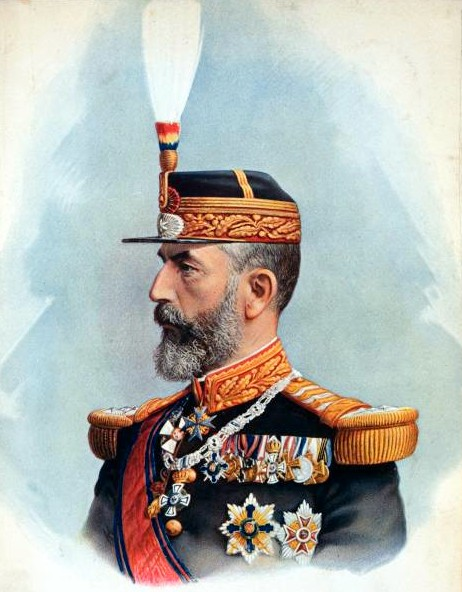
Король Карл I (правил в 1866—1914 гг.)

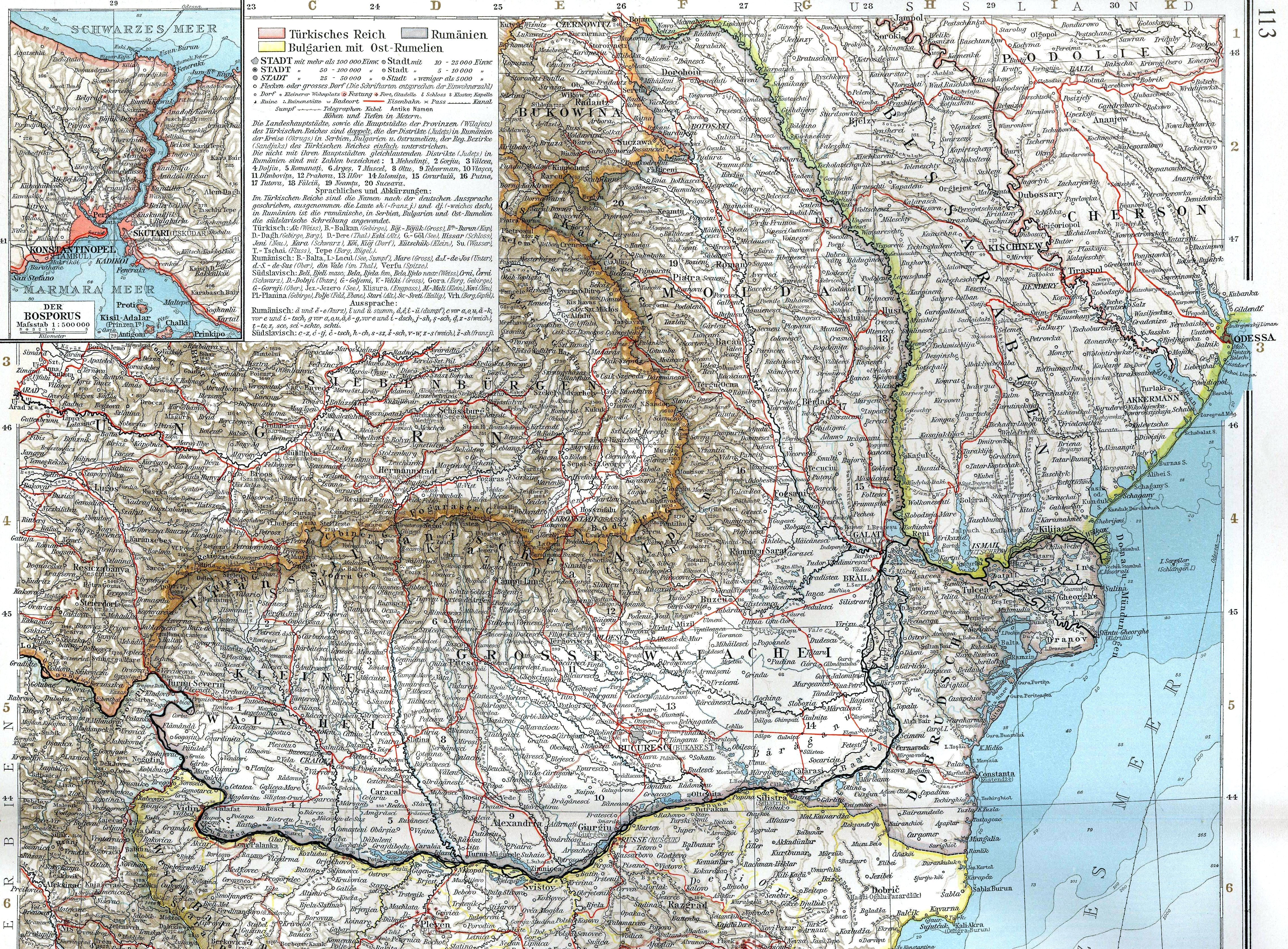
Немецкая карта Старого королевства (1901)

Старое Королевство (рум. Vechiul Regat или просто Regat; нем. Regat или Altreich) — это термин, относящийся к территории, охватываемой первым независимым румынским государством, которое состояло из румынских княжеств — Валахии и Молдавии. Важные события, оказавшие влияние на регион — Парижский мирный договор (1856), румынская война за независимость, включение Северной Добруджи в состав Румынии, передача южной части Бессарабии России в 1878 году, провозглашение Королевства Румыния в 1881 году, присоединение Южной Добруджи в 1913 году.
Этот термин вошёл в обиход после Первой мировой войны, когда Старое Королевство, после того, как стало включать в себя Трансильванию, Банат, Бессарабию и Буковины, стало именоваться Великой Румынией. В наше время этот термин имеет в основном историческое значение. Это понятие может использоваться как общий термин для всех регионов Румынии, в том числе входивших в Старое Королевство и входящих в современные границы Румынии (а именно: для обозначения Валахии, Молдавии и Северной Добруджи).